# Metil terbutil éter

MTBE.

El éter metil terbutílico, metil terbutil éter,  o, por sus siglas, MTBE, es un líquido inflamable de olor característico desagradable. Se fabrica combinando sustancias químicas como isobutileno y metanol, y se ha usado desde los años 1980 como aditivo para incrementar el octanaje de la gasolina sin plomo.
El MTBE se usa también para disolver cálculos biliares. En estos pacientes, el MTBE se hace llegar directamente a los cálculos a través de tubos especiales insertados por medio de cirugía.

## Características
- Nombre (IUPAC) sistemático: t-butil-metil-éter

General
- Fórmula molecular: C5H12O
- Identificadores
- Número CAS: 1634-04-4

Propiedades físicas
- Estado de agregación: líquido
- Apariencia: incoloro
- Densidad: 0,74 g/cm3
- Masa: 88,15 u
- Punto de fusión: 164,6 K (−108,6 °C)
- Punto de ebullición: 328,5 K (55,3 °C)

Propiedades químicas
- Solubilidad en agua: ~26 g/L (10 °C) (42 g/L a 20 °C)

Peligrosidad
- Punto de inflamabilidad: 245 (-28 °C) (c.c.)
- Límite de explosión: 1,65 - 8,4 Vol%
- Temperatura de autoignición: 733 (460 °C)
- Riesgos

Valores en el SI y en condiciones normales (25 °C y 1 atm), salvo que se indique contrario.